# Sangoulé Lamizana
Sangoulé Lamizana (31 gennaio 1916 – 26 maggio 2005) è stato un politico e militare burkinabé.
Dal gennaio 1966 al novembre 1980 è stato Presidente dell'Alto Volta, oggi chiamato Burkina Faso. Si è insediato al potere dopo un colpo di Stato ai danni del primo Presidente del Paese, Maurice Yaméogo.
Dal febbraio 1974 al luglio 1978 ha anche assunto la carica di Primo ministro.